# Lipsey Stream Waterfall
Der Lipsey Stream Waterfall ist ein Wasserfall im Gebiet der Kleinstadt Te Aroha in der Region Waikato auf der Nordinsel Neuseelands. Er liegt im Lauf des Lipsey Stream am Westrand der Kaimai Range. Seine Fallhöhe beträgt rund 5 Meter. In unmittelbarer Nachbarschaft, allerdings in einem anderen Bachlauf, befinden sich die Tutumangaeo Falls.
Von den Mokena Spa Baths führt ein Wanderweg am Mokena Geyser vorbei in rund 20 Gehminuten zum Wasserfall.